# Ahar

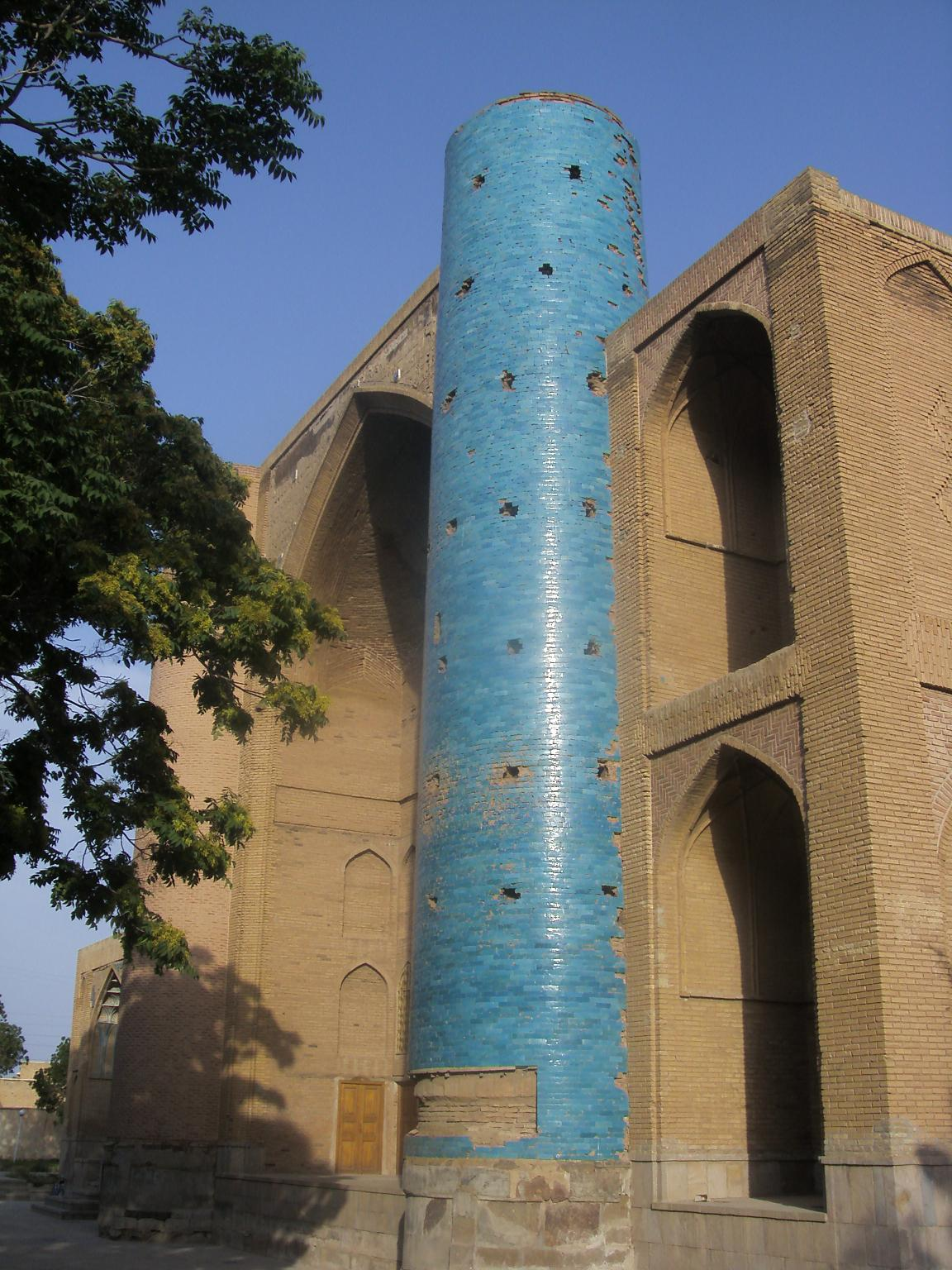
Il mausoleo di Sheikh Shahab-al-Din ad Ahar

Ahar (farsi اهر) è una città dell'Iran, capoluogo dello shahrestān di Ahar nell'Azerbaigian Orientale.